# Tonja Weckström

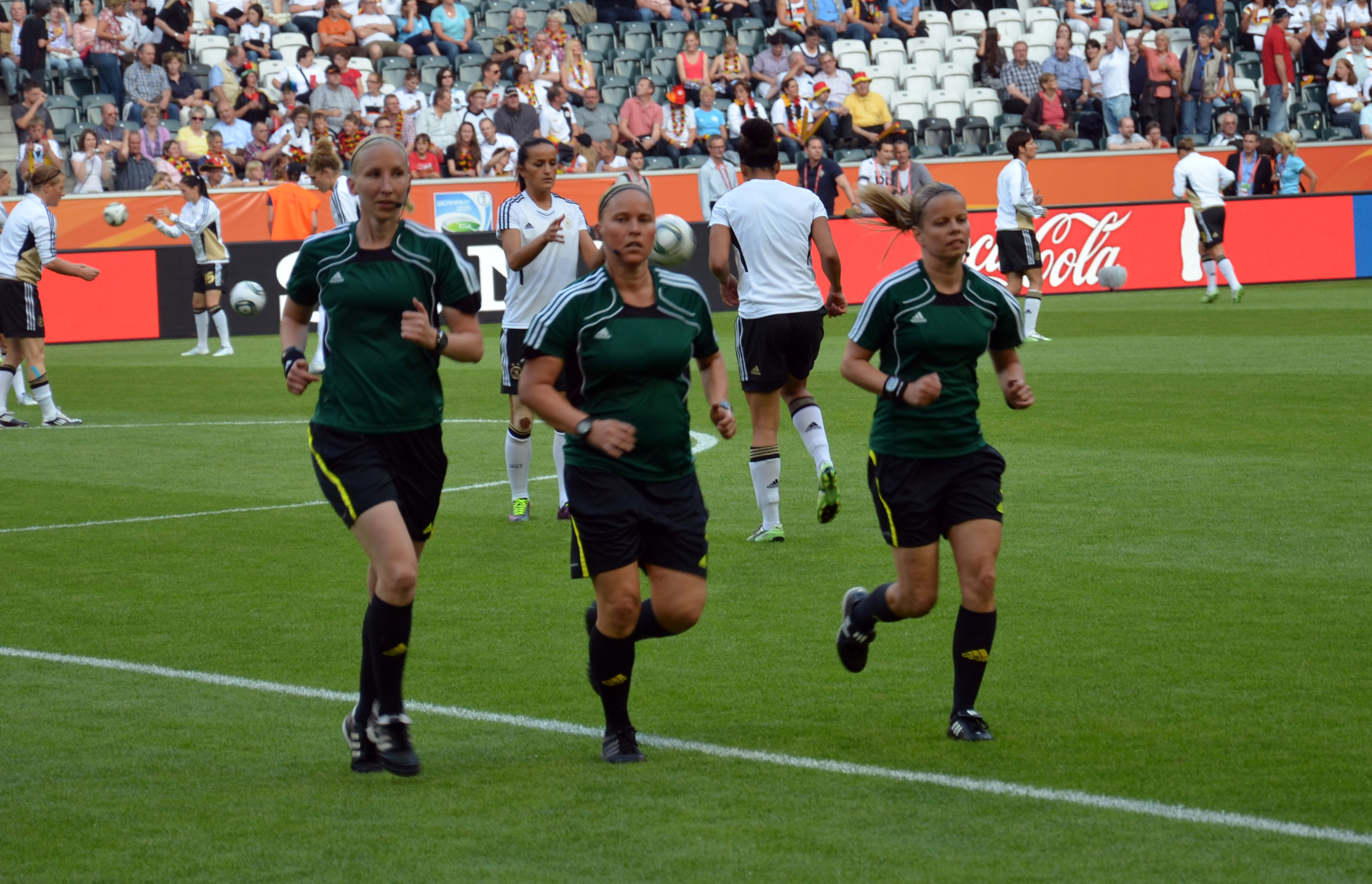
Tonja Paavola (rechts) mit Kirsi Heikkinen (Mitte) und Anu Jokela (links) bei der WM 2011

Tonja Weckström (* 25. März 1977 als Tonja Paavola) ist eine ehemalige finnische Fußballschiedsrichterassistentin.
Ab 2007 stand sie auf der Liste der FIFA-Schiedsrichter und leitete internationale Fußballspiele. Von 2010 bis 2021 war sie Schiedsrichterassistentin bei insgesamt 22 Spielen in der Women’s Champions League.
Weckström war unter anderem Schiedsrichterassistentin bei der Europameisterschaft 2009 in Finnland, bei der Weltmeisterschaft 2011 in Deutschland, beim olympischen Fußballturnier 2012 in London, bei der Europameisterschaft 2013 in Schweden, bei der U-20-Weltmeisterschaft 2014 in Kanada (jeweils als Assistentin von Kirsi Heikkinen), bei der Weltmeisterschaft 2015 in Kanada (als Assistentin von Carina Vitulano) und beim Zypern-Cup 2018.
Am 20. Mai 2010 leiteten Kirsi Heikkinen, Anu Jokela und Tonja Paavola das Finale der Women’s Champions League 2009/10 zwischen Olympique Lyon und dem 1. FFC Turbine Potsdam (0:0 n. V., 6:7 i. E.) in Getafe.